# Vacqueriette-Erquières
Vacqueriette-Erquières is een gemeente in het Franse departement Pas-de-Calais (regio Hauts-de-France). De gemeente telt 247 inwoners (1999) en maakt deel uit van het arrondissement Montreuil. In de gemeente ligt naast Vacqueriette ook het dorp Erquières, waarvan het centrum minder dan een kilometer ten zuiden van dat van Vacqueriette ligt.

## Geschiedenis
Een oude vermelding van de plaats is Le Vacquerie-lez-Hesdin uit de 16de eeuw.
Op het eind van het ancien régime werd Vacqueriette een gemeente. De gemeente werd net als de rest van het kanton in 1801 ondergebracht in het nieuwe arrondissement Saint-Pol, dat afgescheiden werd van het arrondissement Arras. In 1926 werd het arrondissement Saint-Pol weer opgeheven en kwam Vacqueriette weer in het arrondissement Arras te liggen.
In 1972 werd de gemeente Erquières aangehecht en de fusiegemeente werd Vacqueriette-Erquières genoemd.
In 2007 werd de gemeente, net als de rest van het kanton Le Parcq overgeheveld naar het arrondissement Montreuil. In maart 2015 werd het kanton Le Parcq opgeheven, waardoor de gemeente nu bij het kanton Auxi-le-Château.

## Geografie
De oppervlakte van Vacqueriette-Erquières bedraagt 5,9 km², de bevolkingsdichtheid is 41,9 inwoners per km².
De onderstaande kaart toont de ligging van Vacqueriette-Erquières met de belangrijkste infrastructuur en aangrenzende gemeenten.

## Bezienswaardigheden
- De Église Notre-Dame, in 1957 heropgebouwd na vernielingen in de Tweede Wereldoorlog

## Demografie
Onderstaande figuur toont het verloop van het inwonertal (bron: INSEE-tellingen).

1. ↑  Populations de référence 2022.